# Provinciale ondersteuningsinstelling
Een provinciale serviceorganisatie (PSO) is een facilitair bedrijf dat openbare bibliotheken in Nederland ondersteunt in de bedrijfsvoering. De wettelijke term per 1 januari 2015 is provinciale ondersteuningsinstelling.

## Geschiedenis
Oorspronkelijk was er de Provinciale Bibliotheekcentrale die gemeenten met minder dan 30.000 inwoners ondersteunde, en op verzoek ook bibliotheken in grotere gemeenten. Door de gemeentelijke herindelingen en de vorming van basisbibliotheken is die ondersteuning een andere geworden.
Sinds de jaren zestig van de twintigste eeuw zijn PBC's erin geslaagd het van oorsprong stedelijke openbare-bibliotheekwerk vaste voet te laten krijgen op het platteland. De op een dergelijke wijze ontstane bibliotheken hielden zich primair met de directe bedrijfsprocessen bezig (uitlenen, reserveren, etc.). Alle overige activiteiten (collectievorming, administratie, directievoering, etc.) werd uitgevoerd door de PBC - onder de verantwoordelijkheid van het plaatselijke bestuur van de bibliotheek. Het sinds 2001 lopende proces van bibliotheekvernieuwing heeft ervoor gezorgd dat ook de rol van PBC's aan het veranderen is: de vroeger bij een PBC 'aangesloten' bibliotheek verandert in een autonome bibliotheek die naar eigen keuze gebruikmaken van producten & diensten van de PSO.
Met ingang van 1 jan. 2015 worden de PSO's POI's genoemd in de Wet stelsel openbare bibliotheekvoorzieningen (Wsob).

## Overzicht per provincie
- Drenthe - Biblionet Drenthe[1]
- Flevoland - Servicecentrum Flevolandse Bibliotheken (SFB)
- Friesland - Fers[2]
- Gelderland - Rijnbrink[3]
- Groningen - Biblionet Groningen[4]
- Limburg - Cubiss[5]

- Noord-Brabant - Cubiss[5]
- Noord-Holland - Probiblio[6]
- Overijssel - Rijnbrink[3]
- Utrecht - BiSC[7]
- Zeeland - Zeeuwse Bibliotheek
- Zuid-Holland - Probiblio[6]